# Bimbo (linguistica)
Bimbo è un termine emerso nel linguaggio popolare americano degli anni dieci e venti del XX secolo. Oggi si riferisce prevalentemente a una donna convenzionalmente attraente, sessualizzata, ingenua e poco intelligente.

## Storia
L'Oxford English Dictionary cita un numero dell'American Magazine del 1919 come prima fonte scritta ad usare la parola. Non vi sono spiegazioni sulla nascita del termine né su un eventuale uso dispregiativo del termine italiano indicante un bambino, un fanciullo, anche se certi pregiudizi razziali emersi negli Stati Uniti d'America del tempo possono far pensare a questo uso. In origine il termine era comunque maschile, come in italiano, ed era usato per riferirsi a un uomo poco intelligente o poco educato.
Nel giro di un decennio, a partire dagli anni trenta, la parola ha volto il suo uso verso il suo significato prevalente, quello delle donne fisicamente molto attraenti e sciocche. Non è stato condotto un cambio di genere del termine, né ha preso forza l'uso di una desinenza alla francese (bimbette), restando l'espressione in uso bimbo al singolare e bimbos al plurale.

## Nella cultura di massa
Nel 1997 la band danese Aqua ha usato  nella canzone Barbie Girl il termine bimbo nel suo significato di "bionda stupida" (I'm a blonde bimbo girl...), cosa che ha portato ad un'azione legale da parte della Mattel, per l'immagine negativa data alla sua popolarissima bambola. 